# Уокер, Самюэл Гамильтон
Сэмюэл Гамильтон Уокер (англ. Samuel Hamilton Walker; 24 февраля 1817, Топинг Касл, Мэриленд, США — 9 октября 1847, Уамантла, Тласкала, Мексика) — капитан Техасских рейнджеров, офицер армий Республики Техас и Соединённых Штатов Америки. Уокер участвовал в нескольких военных конфликтах, в том числе в индейских и мексиканско-американской войнах.

## Биография
Уокер родился 24 февраля 1817 года в Топинг Касл в Мэриленде в семье Натана и Элизабет (Томас) Уокеров, был пятым из семи детей.

### На военной службе
В 1842 году Уокер прибыл в Техас, где принял участие под командованием Адриана Уолла в защите от мексиканского вторжения. В 1844 году он вступил в ряды Техасских рейнджеров, которым командовал капитан Джон Коффи Хэйс. Позже, получив звание капитана, Уокер возглавил подразделение Рейнджеров за время мексиканско-американской войны вместе с армиями генералов Захари Тейлора и Винфилда Скотта.
Уолкер принял участие в экспедиции Миеера и смог выжить в инциденте Блэк Бин.

## Walker Colt
Уокер больше всего известен как соавтор знаменитого револьвера Colt Walker, совместно с производителем оружия Сэмюэлом Кольтом. Уокер за свой счёт отправился в Нью-Йорк чтобы встретиться с Кольтом и предложил тому оружие которое базировалась на популярном в то время пятизарядном револьвере «Кольт Патерсон», с большим количеством улучшений, например шестой патрон в барабане. В 1847 был создан новый револьвер. Компания United States Mounted Rifle отмечала эффективность оружия.

## Смерть

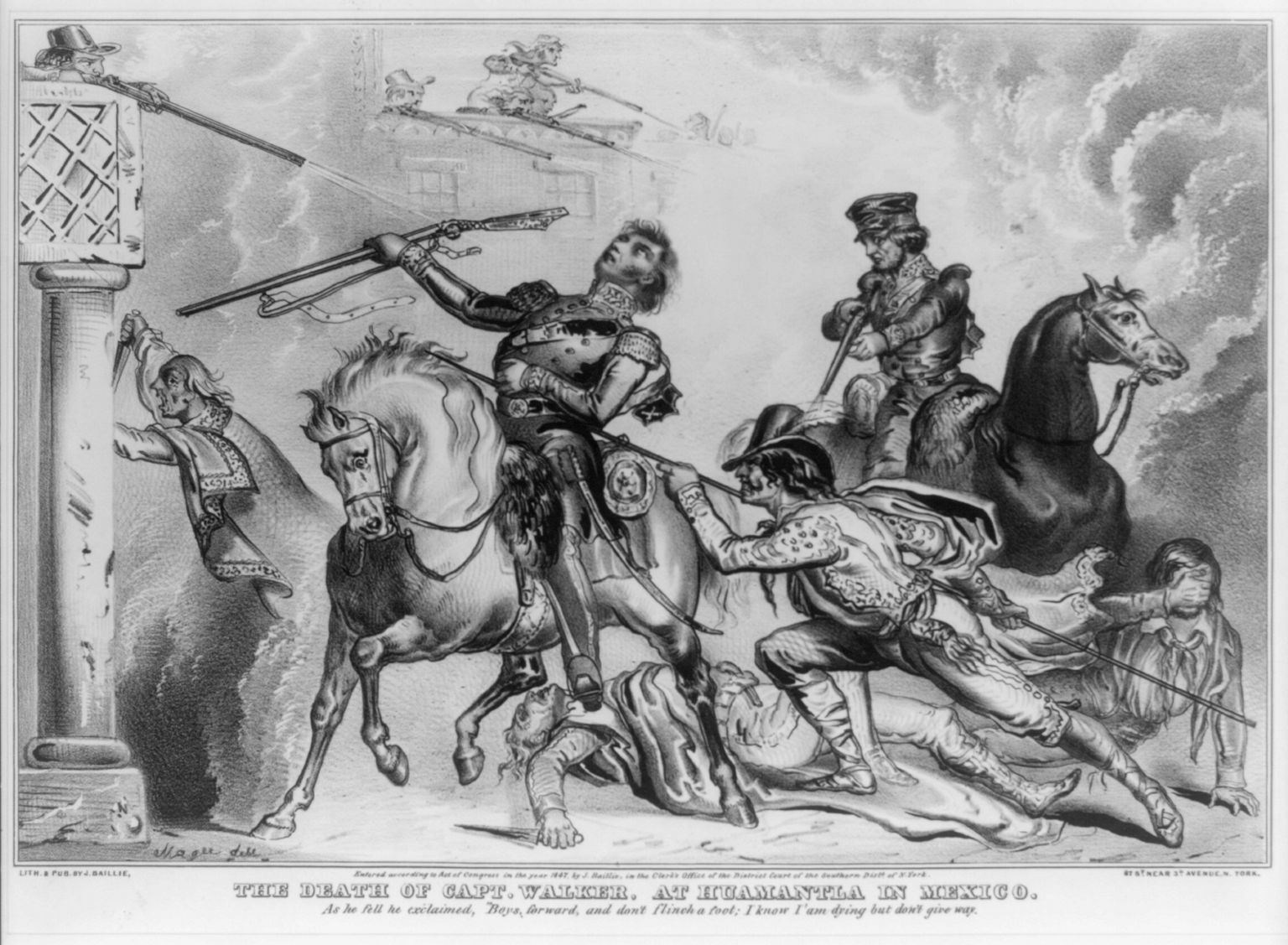
Смерть капитана Уокера

9 октября 1847 года Уокер был убит в городе Уамантла, штат Тласкала, когда вёл войска в битве при Уатмантла во время американо-мексиканской войны. Его застрелили из дробовика с балкона, хотя популярная легенда часто утверждает, что оружием было копьё.
В 1848 году останки Уокера были перенесены в Сан-Антонио. 21 апреля 1856 года его перезахоронили на кладбище Одд Феллоус в Сан-Антонио.